# Karl Allmenröder

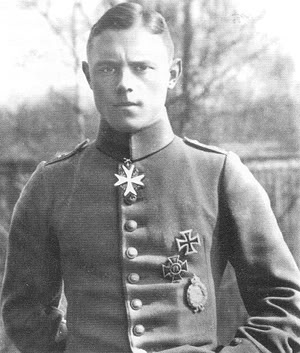
Karl Allmenröder

Karl Allmenröder (Wald (Solingen), 3 mei 1896 - Zillebeke, 27 juni 1917) was een Duitse piloot tijdens de Eerste Wereldoorlog.

## Levensloop
Allmenröder was de zoon van een dominee. In 1914 begon hij met een studie geneeskunde aan de universiteit van Marburg. Bij het uitbreken van de oorlog nam hij dienst in het leger en werd ingedeeld bij het Feldartillerie-Regiment Nr. 62. Hij trok als Fahnenjunker naar het front bij het Reserve-Feldartillerie-Regiment Nr. 20. In januari 1915 keerde hij terug naar het Feldartillerie-Regiment Nr. 62. Hij meldde zich samen met zijn oudere broer Wilhelm bij de luchtmacht. Allmenröder kreeg een opleiding als piloot in Halberstadt. Hij werd eerst ingedeeld bij Flieger-Abteilung 227. Eind 1916 werd hij overgeplaatst naar Jagdstaffel 11, waarvan Manfred von Richthofen de bevelhebber was. Op 16 februari 1917 behaalde hij zijn eerste overwinning in de lucht en op 26 mei al zijn twintigste. Hij werd vervolgens aangesteld als plaatsvervangend bevelhebber van Jagdstaffel 11; von Richthofen werd aangesteld als bevelhebber van Jagdgeschwader I. Op 6 juni werd hem de onderscheiding Pour le Mérite toegekend na zijn 27e overwinning. Op 26 juni behaalde Allmenröder zijn dertigste overwinning.

## Dood
De 27e werd zijn vliegtuig neergehaald door de Britse luchtafweer en het stortte neer in niemandsland bij Klein-Zillebeke. Zijn lichaam werd bij nacht door vier infanteristen van het Bayerische Reserve-Infanterie-Regiment 6 geborgen; de vier werden hiervoor onderscheiden. Op zondag 1 juli 1917 vond in de Sint-Jozefskerk in Kortrijk een evangelische afscheidsdienst plaats, waarna het lichaam van Allmenröder per spoor naar Duitsland werd gerepatrieerd. Hij werd begraven op de begraafplaats van Wald.

## Orden en decoraties
- IJzeren Kruis der Ie Klasse (maart 1917)
- Ridder, drager van het Kruis in de Huisorde van Hohenzollern (juni 1917)
- Pour le Mérite (juni 1917)